# Ciclismo nos Jogos Pan-Americanos de 2011
O ciclismo nos Jogos Pan-Americanos de 2011 foi realizado em Guadalajara e Tapalpa, México, entre 15 e 22 de outubro. As provas de estrada foram disputadas no Circuito de Rua de Guadalajara, o ciclismo de pista no Velódromo Pan-Americano, o mountain bike no Circuito Pan-Americano de Ciclismo de Montanha, em Tapalpa, e as provas de BMX no CODE San Nicolás. Ao todo foram disputados 18 eventos entre as quatro modalidades do ciclismo.

## Calendário
| Outubro  | 13 | 14 | 15 | 16 | 17 | 18 | 19 | 20 | 21 | 22 | 23 | 24 | 25 | 26 | 27 | 28 | 29 | 30 |
| -------- | -- | -- | -- | -- | -- | -- | -- | -- | -- | -- | -- | -- | -- | -- | -- | -- | -- | -- |
| Ciclismo |    |    | 2  | 2  | 3  | 2  | 2  | 3  | 2  | 2  |    |    |    |    |    |    |    |    |

|  | Dia de competição |  | Dia de final |

## Medalhistas

### Ciclismo de estrada
Masculino
| Evento                      | Ouro                                   | Prata                       | Bronze                   |
| --------------------------- | -------------------------------------- | --------------------------- | ------------------------ |
| Corrida em estrada detalhes | Marc de Maar AHO Antilhas Neerlandesas | Miguel Ubeto VEN Venezuela  | Arnold Alcolea CUB Cuba  |
| Contra o relógio detalhes   | Marlon Pérez COL Colômbia              | Matías Médici ARG Argentina | Carlos Oyarzun CHI Chile |

Feminino
| Evento                      | Ouro                           | Prata                         | Bronze                      |
| --------------------------- | ------------------------------ | ----------------------------- | --------------------------- |
| Corrida em estrada detalhes | Arlenis Sierra CUB Cuba        | Yumari González CUB Cuba      | Yudelmis Domínguez CUB Cuba |
| Contra o relógio detalhes   | María Luisa Calle COL Colômbia | Evelyn García ESA El Salvador | Laura Brown CAN Canadá      |

### Ciclismo de pista
Masculino
| Evento                           | Ouro                                                                    | Prata                                                                             | Bronze                                                                        |
| -------------------------------- | ----------------------------------------------------------------------- | --------------------------------------------------------------------------------- | ----------------------------------------------------------------------------- |
| Velocidade individual detalhes   | Hersony Canelón VEN Venezuela                                           | Fabián Puerta COL Colômbia                                                        | Njisane Phillip TRI Trinidad e Tobago                                         |
| Velocidade por equipes detalhes  | Hersony Canelón César Marcano Ángel Pulgar VEN Venezuela                | Michael Blatchford Dean Tracy James Watkins USA Estados Unidos                    | Jonathan Marín Fabián Puerta Christian Tamayo COL Colômbia                    |
| Perseguição por equipes detalhes | Juan Esteban Arango Edwin Ávila Arles Castro Weimar Roldán COL Colômbia | Antonio Cabrera Gonzalo Miranda Pablo Seisdedos Luis Fernando Sepúlveda CHI Chile | Maximiliano Almada Marcos Crespo Walter Pérez Eduardo Sepúlveda ARG Argentina |
| Keirin detalhes                  | Fabián Puerta COL Colômbia                                              | Hersony Canelón VEN Venezuela                                                     | Leandro Botasso ARG Argentina                                                 |
| Omnium detalhes                  | Juan Esteban Arango COL Colômbia                                        | Luis Mansilla CHI Chile                                                           | Walter Pérez ARG Argentina                                                    |

Feminino
| Evento                           | Ouro                                                    | Prata                                                        | Bronze                                                     |
| -------------------------------- | ------------------------------------------------------- | ------------------------------------------------------------ | ---------------------------------------------------------- |
| Velocidade individual detalhes   | Lisandra Guerra CUB Cuba                                | Daniela Larreal VEN Venezuela                                | Diana María García COL Colômbia                            |
| Velocidade por equipes detalhes  | Daniela Larreal Mariestela Vilera VEN Venezuela         | Diana María García Juliana Gaviria COL Colômbia              | Nancy Contreras Luz Gaxiola MEX México                     |
| Perseguição por equipes detalhes | Laura Brown Jasmin Glaesser Stephanie Roorda CAN Canadá | Yudelmis Domínguez Yumari González Dalila Rodríguez CUB Cuba | María Luisa Calle Serika Guluma Lorena Vargas COL Colômbia |
| Keirin detalhes                  | Daniela Larreal VEN Venezuela                           | Luz Gaxiola MEX México                                       | Dana Feiss USA Estados Unidos                              |
| Omnium detalhes                  | Angie González VEN Venezuela                            | Sofia Arreola MEX México                                     | Marlies Mejías CUB Cuba                                    |

### Mountain bike
Masculino
| Evento                 | Ouro                     | Prata                 | Bronze                             |
| ---------------------- | ------------------------ | --------------------- | ---------------------------------- |
| Cross-country detalhes | Héctor Páez COL Colômbia | Max Platon CAN Canadá | Jeremiah Bishop USA Estados Unidos |

Feminino
| Evento                 | Ouro                               | Prata                   | Bronze                |
| ---------------------- | ---------------------------------- | ----------------------- | --------------------- |
| Cross-country detalhes | Heather Irmiger USA Estados Unidos | Laura Morfín MEX México | Amanda Sin CAN Canadá |

### BMX
Masculino
| Evento       | Ouro                             | Prata                            | Bronze                      |
| ------------ | -------------------------------- | -------------------------------- | --------------------------- |
| BMX detalhes | Connor Fields USA Estados Unidos | Nicholas Long USA Estados Unidos | Andrés Jiménez COL Colômbia |

Feminino
| Evento       | Ouro                       | Prata                             | Bronze                            |
| ------------ | -------------------------- | --------------------------------- | --------------------------------- |
| BMX detalhes | Mariana Pajón COL Colômbia | Arielle Martin USA Estados Unidos | María Gabriela Díaz ARG Argentina |

## Quadro de medalhas
| Ordem | País                      | Medalha de ouro | Medalha de prata | Medalha de bronze |    |
| ----- | ------------------------- | --------------- | ---------------- | ----------------- | -- |
| 1     | COL Colômbia              | 7               | 2                | 4                 | 13 |
| 2     | VEN Venezuela             | 5               | 3                |                   | 8  |
| 3     | USA Estados Unidos        | 2               | 3                | 2                 | 7  |
| 4     | CUB Cuba                  | 2               | 2                | 3                 | 7  |
| 5     | CAN Canadá                | 1               | 1                | 2                 | 4  |
| 6     | AHO Antilhas Neerlandesas | 1               |                  |                   | 1  |
| 7     | MEX México                |                 | 3                | 1                 | 4  |
| 8     | CHI Chile                 |                 | 2                | 1                 | 3  |
| 9     | ARG Argentina             |                 | 1                | 4                 | 5  |
| 10    | ESA El Salvador           |                 | 1                |                   | 1  |
| 11    | TRI Trinidad e Tobago     |                 |                  | 1                 | 1  |
| TOTAL | TOTAL                     | 18              | 18               | 18                | 54 |